# Pseudomiopteryx guyanensis
Pseudomiopteryx guyanensis es una especie de mantis de la familia Thespidae.

## Distribución geográfica
Se encuentra en Brasil, Guayana Francesa, Perú,   Surinam y Venezuela.